# Rostfläckig katt
Rostfläckig katt (Prionailurus rubiginosus) är ett litet kattdjur i underfamiljen Felinae som är nära släkt med leopardkatten.
Artepitet rubiginosus i det vetenskapliga namnet är det latinska ordet för röd- eller rostfärgad.

## Kännetecken
Med en kroppslängd av 35 till 48 centimeter och en svanslängd av 15 till 29 centimeter är denna art en av de minsta vilda katterna överhuvudtaget. Vikten ligger bara mellan 1 kg (honor) och 1,5 kg (hannar och större honor). Djuret är uppkallat efter de rostbruna fläckarna på den annars grågula pälsen. På så sätt liknar den leopardkatten men fläckarna är inte lika tydliga. På huvudet förekommer fyra mörka strimmor som börjar vid ögonen och som fortsätter över huvudets topp fram till övre halsen. På varje sida om näsan finns två mörka horisontala linjer.

## Utbredning och habitat
Det finns två populationer av den rostfläckiga katten, en i södra Indien och den andra på Sri Lanka. Dessa lever i olika habitat. Medan populationen på Sri Lanka lever i tropisk regnskog bebor den indiska populationen mera torra och öppna regioner. Enligt en teori blev den rostfläckiga katten i Indien undanträngd av leopardkatten från sitt ursprungliga område.

## Levnadssätt
Varje individ lever ensam och jagar på natten och även i andra hänseenden liknar beteendet leopardkattens levnadssätt. På dagen vilar katten i ihåliga träd eller i den täta växtligheten. Byten utgörs av fåglar, små gnagare, ödlor, grodor och insekter. Katten har bra förmåga att klättra i träd men vistas vanligen på marken.
Per kull föds en till tre ungar men en unge är vanligast. Dräktigheten varar cirka 67 dagar och nyfödda ungar är blinda och saknar fläckar på pälsen.

## Rostfläckig katt och människor
I viss mån förekommer rostfläckig katt som husdjur. I några regioner jagas katten av den lokala befolkningen för köttets skull. CITES listar den indiska populationen i appendix I och populationen på Sri Lanka i appendix II.

## Underarter
Underarter enligt Mammal Species of the World:
- Prionailurus rubiginosus rubiginosus, Indien
- Prionailurus rubiginosus phillipsi, Sri Lanka

Epitet för underarten på Sri Lanka hedrar naturforskaren William Addison Phillips.